# 1957 en musique
| \| • Retour à la chronologie générale de la musique populaire • \| |
| XXIe siècle • XXe siècle • XIXe siècle • XVIIIe siècle XVIIe siècle • XVIe siècle • XVe siècle • XIVe siècle XIIIe siècle • XIIe siècle • XIe siècle • Xe siècle IXe siècle • VIIIe siècle • Haut Moyen Âge • Rome • Grèce |
| • Retour à la chronologie générale de la musique populaire • |

| • Retour à la chronologie générale de la musique populaire • |

| Années de la musique populaire : 1954 - 1955 - 1956 - 1957 - 1958 - 1959 - 1960    |
| Décennies de la musique populaire : 1920 - 1930 - 1940 - 1950 - 1960 - 1970 - 1980 |

Cet article présente les faits marquants de l'année 1957 en musique.

## Événements
- Mai : Buddy Holly, en publiant That'll Be The Day, réinvente le rock moderne au niveau des paroles et de la mélodie.
- Mai : À l'occasion du centenaire de la publication du recueil Les Fleurs du mal de Charles Baudelaire, Léo Ferré sort l'album  Les Fleurs du mal. Il est le premier chanteur à consacrer la totalité d'un 33 tours à un poète.
- En juillet Les Beatles sous le nom des Quarrymen en juillet
- 28 juillet : Lors de son premier passage à la télévision, le chanteur et pianiste prodige Jerry Lee Lewis est jugé "vulgaire". Cependant ses ventes s'envolent, supplantant celles de Carl Perkins ou de Johnny Cash.
- 7 août : Paul Anka fait sa première présence à la télé à l'émission American Bandstand.
- 26 septembre : La comédie musicale de Leonard Bernstein West Side Story prend l'affiche à Broadway.
- Elvis Presley devient le premier millionnaire du rock.
- En Iran, en Égypte et en Union soviétique, la musique rock est officiellement jugée "immorale" et "décadente".

## Disques sortis en 1957
- Albums sortis en 1957
- Singles sortis en 1957

## Succès de l'année en France
- Dario Moreno : Je vais revoir ma blonde
- Doris Day : Whatever Will Be, Will Be (Que Será, Será)
- Dalida : Bambino
- Dalida : Tu n'as pas très bon caractère
- The Platters : Only You (And You Alone)

## Succès internationaux de l’année
Cette liste présente, par ordre alphabétique, les trente titres ayant eu le plus de succès dans les charts internationaux en 1957.
- Andy Williams : Butterfly
- Bill Justis : Raunchy
- Bobby Helms : My special angel
- Buddy Holly : That'll be the Day
- Buddy Holly : Peggy Sue
- Chuck Berry : School days
- Danny & the Juniors : At the Hop
- Debbie Reynolds : Tammy
- Elvis Presley : Jailhouse Rock
- Elvis Presley : All Shook Up
- Elvis Presley : (Let me be your) Teddy Bear
- Fats Domino : I'm Walkin'
- Frank Sinatra : All the way
- Harry Belafonte : Day-O (The Banana boat song)
- Harry Belafonte : Mary's boy child
- Harry Belafonte : Island in the Sun
- Jerry Lee Lewis : Great Balls of Fire
- Jerry Lee Lewis : Whole Lotta Shakin' Goin' On
- Johnny Mathis : It's not for me to say
- Johnny Mathis : Chances are
- Pat Boone : Love letters in the sand
- Pat Boone : April Love
- Pat Boone : Don't forbid me
- Paul Anka : Diana
- Sam Cooke : You send me
- Tab Hunter : Young love
- The Coasters : Searchin'
- The Diamonds : Little darlin'
- The Everly Brothers : Bye bye Love
- The Everly Brothers : Wake Up Little Susie

## Naissances
- 6 février : Simon Phillips, batteur du groupe de rock Toto.
- 17 février : Loreena McKennitt, auteur-compositeur-interprète canadienne.
- 19 février : Falco, chanteur autrichien.
- 23 avril : Kenji Kawai, compositeur japonais.
- 7 mai : Véronique Jannot, actrice et chanteuse française.
- 8 mai : Marie Myriam, chanteuse française d'origine portugaise.
- 3 juillet : Jacno,  musicien et compositeur français de musique électronique.
- 1er septembre : Gloria Estefan, chanteuse cubaine.
- 21 octobre : Steve Lukather, guitariste du groupe de rock Toto.
- 20 décembre : Anita Baker, chanteuse américaine.
- 25 décembre : Bill Perry, chanteur de blues († 17 juillet 2007).